# Černý vlk
Černý vlk (1942, zásadně přepracováno 1965) je dobrodružný román od českého spisovatele Karla Fabiána. Zatímco první vydání z roku 1942, které vyšlo v edici Rozruch, bylo čistě dobrodružným příběhem, v zásadně přepracovaném vydání z roku 1965 byla dějová linie změněna na dobovou špionážní agitku.

## Obsah románu
V lese na šumavské hranici se psovodu na obchůzce ztratí služební fena Líza. Když na německé straně ucítila divokého psa, překousala řemen a utekla za ním. Vzápětí pohraničníci zastřelí neznámou ozbrojenou ženu, která narušila hraniční pásmo. Vyšetřovatelé dojdou k závěru, že mrtvá žena ve skutečnosti nechtěla přejít hranici, protože pásmo je v těchto místech příliš široké, aby se dalo za jednu noc přejít. S největší pravděpodobností tedy mířila někam na samotu, kde žijí někteří dřevorubci. Nikdo zatím neví, že zastřelená žena je Němka Inge, která mířila k samotářskému dřevorubci Fraňkovi, se kterým se seznámila, když oba pracovali v cirkusu. Věděla, že ji Franěk miluje, a proto ho nyní snadno přesvědčila, aby jí pomáhal v její špionážní činnosti. Ve Fraňkově chalupě jsou totiž schovány seznamy gestapáků a jejich spolupracovníků, které chtěla propašovat do Německa.
Líza se mezitím vrátí a po čase se jí narodí štěňata, jejichž otcem je pes, za kterým utekla. Ten neustále za Lízou a štěňaty chodí, až se ho ujme právě Franěk, který má z cirkusu zkušenosti s krocením šelem. Snaží se psa, který dostal jméno Černý vlk, násilím zlomit. Franěk nenávidí pohraničníky za to, že Inge zastřelili. Rozhodne se proto, že nalíčí pasti, kde se mohou zmrzačit buď oni nebo jejich psi. V pasti však zahyne jedno Lízino štěně. Černý vlk podle pachové stopy pozná, že za jeho smrt může Franěk. Zuřivě jej napadne a pokousá, takže Fraňkovi nakonec nezbude nic jiného, než před ním prchat. Pes jej zažene ke kasárnám pohraniční roty, vrhá se na dveře, za kterými Franěk zmizel, a když se tam objeví Líza, vrhají se na dveře oba. Franěk se pod tíhou důkazů přizná.

## Přehled vydání
- Černý vlk, Melantrich, Praha 1942, vyšlo v edici Rozruch, ilustroval František Fiala.
- Černý vlk, Naše vojsko, Praha 1965, zásadně přepracováno, autor obálky Ivan Urbánek.
- Černý vlk, v edici Statečná srdce, Růže, České Budějovice 1970, ilustroval Bohumil Konečný,

## Filmové adaptace
- Černý vlk (1971), český film, režie Stanislav Černý, v hlavních rolích Radovan Lukavský a František Peterka.